# برسون (کالیفرنیا)
برسون (به انگلیسی: Burson) یک منطقهٔ مسکونی در ایالات متحده آمریکا است که در شهرستان کالاوراس، کالیفرنیا واقع شده‌است. برسون ۱۲۶ متر بالاتر از سطح دریا واقع شده‌است.